# Helicteres geoffrayi
Helicteres geoffrayi är en malvaväxtart som beskrevs av François Gagnepain. Helicteres geoffrayi ingår i släktet Helicteres och familjen malvaväxter. Inga underarter finns listade i Catalogue of Life.